# Râul Berea
Râul Berea este un curs de apă, afluent al râului Valea Neagră. 